# ۶۵۹ (قمری)
۶۵۹ (قمری)، ششصد و پنجاه و نهمین سال در گاهشماری هجری قمری است. اول محرم این سال برابر با ششم دسامبر سال ۱۲۶۰ میلادی است.